# Amy Morton
Amy Morton (Oak Park (Illinois), 3 april 1959) is een Amerikaanse actrice.

## Biografie
Morton werd geboren in Oak Park (Illinois) in een gezin van twee kinderen. Zij doorliep de high school aan de Triton College in River Grove en aan de Clarke University in Dubuque, zij studeerde echter hier niet af. Zij begon haar acteercarrière in lokale theaters, zo is zij sinds 1997 actief in het Steppenwolf Theatre Company in Chicago. Zij maakte in 2001 haar debuut op Broadway in het toneelstuk One Flew Over the Cuckoo's Nest. Hierna speelde zij op Broadway in 2007 een rol in het toneelstuk August: Osage County en in 2012 in het toneelstuk Who's Afraid of Virginia Woolf?. Voor de twee laatste toneelstukken werd zij genomineerd voor een Tony Award en een Drama Desk Award.
Morton begon in 1983 met acteren voor televisie in de film Through Naked Eyes, waarna zij nog meerdere rollen speelde in films en televisieseries. Zij is vooral bekend van haar rol als brigadier Trudy Platt in de televisieserie Chicago P.D. waar zij al in 201 afleveringen speelde (2014–heden), deze rol speelt zij ook in de televisieserie Chicago Fire waar zij al in 35 afleveringen speelde (2014–heden).

## Filmografie

### Films
- 2024: It Ends with Us - als Jenny
- 2013: Bluebird - als Lesley
- 2011: The Dilemma - als Diane Popovich
- 2010: Matadors - als ??
- 2009: Up in the Air - als Kara Bingham
- 2009: The Greatest - als Lydia
- 1999: 8MM - als Janet Mathews
- 1993: Rookie of the Year - als Mary Rowengartner
- 1993: Falling Down - als moeder in achtertuin
- 1993: Kiss of a Killer - als Reba
- 1992: Angel Street - als ??
- 1992: Straight Talk - als Ann
- 1983: Through Naked Eyes - als Karen

### Televisieseries
Uitgezonderd eenmalige gastrollen.
- 2014–heden: Chicago P.D. - als brigadier Trudy Platt - 201+ afl.
- 2014–heden: Chicago Fire - als brigadier Trudy Platt - 35 afl.
- 2017-2020: Chicago Med - als brigadier Trudy Platt - 3 afl.
- 2013–2014: Blue Bloods - als Amanda Harris - 5 afl.
- 2011–2012: Boss - als Catherine Walsh - 9 afl.
- 1987: Crime Story - als Brenda Mahoney - 2 afl.

- Library of Congress Control Number: no2010050775
- Nationale Bibliotheek van Israël: 987007441329305171
- Virtual International Authority File: 17149105996168490194
- WorldCat: E39PBJhXbKXRB8GjPMBwv6xCcP